# ميدالية لانغلي الذهبية
ميدالية لانغلي الذهبية أو ميدالية صمويل لانغلي للطائرات هي جائزة تمنحها مؤسسة سميثسونيان للمساهمات البارزة في علوم الطيران والملاحة الفضائية.
كان ألكسندر غراهام بيل أوّل من اقترح فكرة الجائزة، والتي سُمّيت على اسم صمويل ب. لانغلي السكرتير الثالث لمؤسسة سميثسونيان، والذي فوضه من قبل مجلس الحكام في عام 1909. مُنحت الميدالية الذهبية للانغلي لأصحاب الإنجازات والمساهمات البارزة الجديرة بالتقدير والتي تتعلق بعلم الملاحة الجوية وملاحة الفضاء، وتطبيقاته في مجال الطيران.

## الحاصلون على الميدالية
| السنة | اسم الفائز بالميدالية                                     |
| ----- | --------------------------------------------------------- |
| 1910  | أورفيل وويلبر رايت                                        |
| 1913  | جلين كيرتس، وغوستاف إيفل                                  |
| 1927  | تشارلز ليندبيرغ                                           |
| 1929  | تشارلز إم مانلي (تم منحها له بعد وفاته)، وريتشارد إي بيرد |
| 1935  | جوزيف س. أميس                                             |
| 1955  | جيروم كلارك هونساكر                                       |
| 1960  | روبرت إتش جودارد (تم منحها له بعد وفاته)                  |
| 1962  | هيو لاتيمر درايدن                                         |
| 1964  | آلان شيبرد                                                |
| 1967  | فيرنر فون براون                                           |
| 1971  | صموئيل ك. فيليبس                                          |
| 1976  | جيمس إ. ويب                                               |
| 1976  | غروفر لوينينغ                                             |
| 1981  | تشارلز ستارك دريبر                                        |
| 1981  | روبرت ت. جونز                                             |
| 1983  | روس بيرو الابن، وجاي كوبورن                               |
| 1987  | باري جولد ووتر                                            |
| 1992  | بنيامين أ. ديفيس الابن                                    |
| 1999  | نيل أرمسترونج، وباز ألدرين، ومايكل كولينز                 |